# Torneo de 's-Hertogenbosch 2023
El Libéma Open 2023 fue un torneo de tenis, perteneciente al ATP Tour 2023 en la categoría ATP 250 y al WTA Tour 2023 en la categoría WTA 250. El torneo tuvo lugar en la ciudad de 's-Hertogenbosch (Países Bajos) desde el 12 hasta el 18 de junio de 2022.

## Distribución de puntos
| Modalidad            | Campeón | Finalista | Semifinales | Cuartos de final | 2ª ronda | 1ª ronda | Clasificados | 2ª ronda de clasificación | 1ª ronda de clasificación |
| Individual masculino | 250     | 165       | 100         | 50               | 25       | 0        | 13           | 7                         | 0                         |
| Dobles masculino     | 250     | 150       | 90          | 45               | 20       | 0        | -            | -                         | -                         |

| Modalidad           | Campeona | Finalista | Semifinales | Cuartos de final | 2.ª ronda | 1.ª ronda | Clasificadas | 2.ª ronda de clasificación | 1.ª ronda de clasificación |
| Individual femenino | 280      | 180       | 110         | 60               | 30        | 1         | 18           | 12                         | 1                          |
| Dobles femenino     | 280      | 180       | 110         | 60               | 1         | -         | -            | -                          | -                          |

## Cabezas de serie

### Individuales masculino
| Tenista           | Ranking | Preclasificado |
| Daniil Medvédev   | 2       | 1              |
| Jannik Sinner     | 9       | 2              |
| Borna Ćorić       | 16      | 3              |
| Álex de Miñaur    | 19      | 4              |
| Miomir Kecmanović | 37      | 5              |
| Tallon Griekspoor | 39      | 6              |
| Ugo Humbert       | 40      | 7              |
| Maxime Cressy     | 44      | 8              |

- Ranking del 29 de mayo de 2023.[3]

### Dobles masculino
| Tenista                           | Ranking | Preclasificado |
| Wesley Koolhof Neal Skupski       | 2       | 1              |
| Marcelo Arévalo Jean-Julien Rojer | 12      | 2              |
| Hugo Nys Jan Zieliński            | 26      | 3              |
| Rinky Hijikata Jason Kubler       | 61      | 4              |

### Individuales femenino
| Tenista                | Ranking | Preclasificada |
| Veronika Kudermétova   | 11      | 1              |
| Liudmila Samsónova     | 15      | 2              |
| Victoria Azárenka      | 18      | 3              |
| Ekaterina Aleksándrova | 23      | 4              |
| Elise Mertens          | 28      | 5              |
| Bianca Andreescu       | 42      | 6              |
| Aliaksandra Sasnóvich  | 51      | 7              |
| Caty McNally           | 57      | 8              |

- Ranking del 29 de mayo de 2023.[4]

### Dobles femenino
| Tenista                                 | Ranking | Preclasificada |
| Elise Mertens Demi Schuurs              | 22      | 1              |
| Nicole Melichar Ellen Perez             | 29      | 2              |
| Shuko Aoyama Ena Shibahara              | 41      | 3              |
| Veronika Kudermétova Liudmila Samsónova | 63      | 4              |

## Campeones

### Individual masculino
Tallon Griekspoor venció a  Jordan Thompson por 6-7(4-7), 7-6(7-3), 6-3

### Individual femenino
Ekaterina Alexandrova venció a  Veronika Kudermétova por 4-6, 6-4, 7-6(7-3)

### Dobles masculino
Wesley Koolhof /  Neal Skupski vencieron a  Gonzalo Escobar /  Aleksandr Nedovyesov por 7-6(7-1), 6-2

### Dobles femenino
Shuko Aoyama /  Ena Shibahara vencieron a  Viktória Hruncakova /  Tereza Mihalíková por 6-3, 6-3